# Pakistanische Cricket-Nationalmannschaft in Indien in der Saison 2012/13
Die Tour der pakistanischen Cricket-Nationalmannschaft nach Indien in der Saison 2012/13 fand vom 25. Dezember 2012 bis zum 6. Januar 2013 statt. Die internationale Cricket-Tour war Bestandteil der Internationalen Cricket-Saison 2012/13 und drei ODIs und zwei Twenty20. Pakistan gewann die ODI-Serie 2–1, während die Twenty20-Serie 1–1 unentschieden endete.

## Vorgeschichte
Indien bestritt zuvor eine Tour gegen England, für Pakistan war es die erste Tour der Saison. Die letzte Tour der beiden Mannschaften gegeneinander fand in der Saison 2007/08 in Indien statt.

## Stadien
Die Tour wurde am 16. Juli 2012 bekanntgegeben. Die folgenden Stadien wurden für die Tour als Austragungsort vorgesehen und am 1. November 2012 verkündet.
| Stadion   | Stadt                     | Kapazität | Spiele  |
| --------- | ------------------------- | --------- | ------- |
| Ahmedabad | Sardar Patel Stadium      | 54.000    | 2. T20  |
| Bangalore | M. Chinnaswamy Stadium    | 42.000    | 1. T20; |
| Chennai   | M. A. Chidambaram Stadium | 46.000    | 1. ODI  |
| Kolkata   | Eden Gardens              | 82.000    | 2. ODI  |
| Neu-Delhi | Feroz Shah Kotla          | 48.000    | 3. ODI  |

## Kaderlisten
Pakistan benannte seine Kader am 10. Dezember 2012.
Indien benannte seine Kader am 23. Dezember 2012.
| ODI | ODI | Twenty20 | Twenty20 |
| Indien | Pakistan | Indien | Pakistan |
| --- | --- | --- | --- |
| - Mahendra Singh Dhoni (K & wk) - Ravichandran Ashwin - Ashok Dinda - Gautam Gambhir - Ravindra Jadeja - Virat Kohli - Bhuvneshwar Kumar - Amit Mishra - Suresh Raina - Virender Sehwag - Ishant Sharma - Rohit Sharma - Yuvraj Singh - Ajinkya Rahane - Mohammed Shami | - Misbah-ul-Haq (K) - Anwar Ali - Azhar Ali - Haris Sohail - Imran Farhat - Junaid Khan - Kamran Akmal (wk) - Mohammad Hafeez - Mohammad Irfan - Nasir Jamshed - Saeed Ajmal - Shoaib Malik - Umar Akmal - Umar Gul - Wahab Riaz - Younus Khan - Zulfiqar Babar | - Mahendra Singh Dhoni (K & wk) - Ravichandran Ashwin - Parvinder Awana - Piyush Chawla - Ashok Dinda - Gautam Gambhir - Virat Kohli - Bhuvneshwar Kumar - Ravindra Jadeja - Ajinkya Rahane - Suresh Raina - Ambati Rayudu - Yuvraj Singh - Rohit Sharma - Ishant Sharma | - Mohammad Hafeez (K) - Ahmed Shehzad - Asad Ali - Junaid Khan - Kamran Akmal (wk) - Mohammad Irfan - Nasir Jamshed - Saeed Ajmal - Shahid Afridi - Shoaib Malik - Sohail Tanvir - Umar Akmal - Umar Amin - Umar Gul - Zulfiqar Babar |

## Twenty20 Internationals

### Erstes Twenty20 in Bangaluru
| 25. Dezember Scorecard | Bangaluru | Indien 133-9 (20)              | – | Pakistan 134-5 (19.4) |
|                        |           | Pakistan gewinnt mit 5 Wickets |   |                       |

### Zweites Twenty20 in Ahmedabad
| 28. Dezember Scorecard | Ahmedabad | Indien 192-5 (20)          | – | Pakistan 181-7 (20) |
|                        |           | Indien gewinnt mit 11 Runs |   |                     |

## One-Day Internationals

### Erstes ODI in Chennai
| 30. Dezember Scorecard | Chennai | Indien 227-6 (50)              | – | Pakistan 228-4 (48.1) |
|                        |         | Pakistan gewinnt mit 6 Wickets |   |                       |

### Zweites ODI in Kolkata
| 3. Januar Scorecard | Kolkata | Pakistan 250 (48.3)          | – | Indien 165 (48) |
|                     |         | Pakistan gewinnt mit 85 Runs |   |                 |

### Drittes ODI in Neu-Delhi
| 6. Januar Scorecard | Neu-Delhi | Indien 167 (43.5)          | – | Pakistan 157 (48.4) |
|                     |           | Indien gewinnt mit 10 Runs |   |                     |

## Statistiken
Die folgenden Cricketstatistiken wurden bei dieser Tour erzielt.
| ODIs              | ODIs       | ODIs    | ODIs    | ODIs    | ODIs    | ODIs    | ODIs    | ODIs    |
| Batting           | Batting    | Batting | Batting | Batting | Batting | Batting | Batting | Batting |
| Spieler           | Mannschaft | Spiele  | Innings | Runs    | Average | HS      | 100s    | 50s     |
| ----------------- | ---------- | ------- | ------- | ------- | ------- | ------- | ------- | ------- |
| Nasir Jamshed     | Pakistan   | 3       | 3       | 241     | 120,50  | 106     | 2       | 0       |
| MS Dhoni          | Indien     | 3       | 3       | 203     | 203,00  | 113*    | 1       | 1       |
| Mohammad Hafeez   | Pakistan   | 3       | 3       | 97      | 32,33   | 76      | 0       | 1       |
| Suresh Raina      | Indien     | 3       | 3       | 92      | 30,66   | 43      | 0       | 0       |
| Younis Khan       | Pakistan   | 3       | 3       | 74      | 24,66   | 58      | 0       | 1       |
| Bowling           |            |         |         |         |         |         |         |         |
| Spieler           | Mannschaft | Spiele  | Overs   | Wickets | Average | BBI     | 5W      | 10W     |
| Saeed Ajmal       | Pakistan   | 3       | 29.4    | 8       | 10,75   | 5/24    | 1       | 0       |
| Junaid Khan       | Pakistan   | 3       | 27      | 8       | 12,37   | 4/43    | 0       | 0       |
| Ishant Sharma     | Indien     | 3       | 29.2    | 7       | 15,57   | 3/34    | 0       | 0       |
| Bhuvneshwar Kumar | Indien     | 3       | 28      | 5       | 23,80   | 2/27    | 0       | 0       |
| Ravindra Jadeja   | Indien     | 2       | 20      | 4       | 15,00   | 3/41    | 0       | 0       |

| Twenty20s         | Twenty20s  | Twenty20s | Twenty20s | Twenty20s | Twenty20s | Twenty20s | Twenty20s | Twenty20s |
| Batting           | Batting    | Batting   | Batting   | Batting   | Batting   | Batting   | Batting   | Batting   |
| Spieler           | Mannschaft | Spiele    | Innings   | Runs      | Average   | HS        | 100s      | 50s       |
| ----------------- | ---------- | --------- | --------- | --------- | --------- | --------- | --------- | --------- |
| Mohammad Hafeez   | Pakistan   | 2         | 2         | 116       | 58,00     | 61        | 0         | 2         |
| Yuvraj Singh      | Indien     | 2         | 2         | 82        | 41,00     | 72        | 0         | 1         |
| Ajinkya Rahane    | Indien     | 2         | 2         | 70        | 35,00     | 42        | 0         | 0         |
| Gautam Gambhir    | Indien     | 2         | 2         | 64        | 32,00     | 43        | 0         | 0         |
| Shoaib Malik      | Pakistan   | 2         | 2         | 60        |           | 57*       | 0         | 1         |
| Bowling           |            |           |           |           |           |           |           |           |
| Spieler           | Mannschaft | Spiele    | Overs     | Wickets   | Average   | BBI       | 5W        | 10W       |
| Umar Gul          | Pakistan   | 2         | 7         | 7         | 8,28      | 4/37      | 0         | 0         |
| Bhuvneshwar Kumar | Indien     | 2         | 8         | 4         | 13,75     | 3/9       | 0         | 0         |
| Ashok Dinda       | Indien     | 2         | 8         | 4         | 15,50     | 3/36      | 0         | 0         |
| Ishant Sharma     | Indien     | 2         | 8         | 2         | 28,50     | 1/23      | 0         | 0         |
| Saeed Ajmal       | Pakistan   | 2         | 8         | 2         | 33,50     | 2/25      | 0         | 0         |

## Player of the Series
Als Player of the Series wurden die folgenden Spieler ausgezeichnet.
| Serie | Player of the Series |
| ----- | -------------------- |
| ODI   | Nasir Jamshed        |
| T20   | Mohammad Hafeez      |

### Player of the Match
Als Player of the Match wurden die folgenden Spieler ausgezeichnet.
| Spiel  | Player of the Match |
| ------ | ------------------- |
| 1. T20 | Mohammad Hafeez     |
| 2. T20 | Yuvraj Singh        |
| 1. ODI | MS Dhoni            |
| 2. ODI | Nasir Jamshed       |
| 3. ODI | MS Dhoni            |